# Eric Esch
Eric Scott Esch, mais conhecido por Butterbean (Bay City (Michigan), 3 de agosto de 1966) é um pugilista e lutador de MMA americano aposentado.
Ele ganhou o apelido de "Butterbean" após ter feito uma dieta baseada em frango e "lima beans", espécie de feijão conhecida nos Estados Unidos como "butterbeans".

## Conquistas

### Boxe
- International Boxing Association World Super Heavyweight (+95.2 kg/210 lb) Championship
- World Athletic Association World Heavyweight (+90.7 kg/200 lb) Championship

### MMA
- Elite-1 MMA Super Heavyweight (+120.2 kg/265 lb) Championship

### Wrestling Profissional
- Pro Wrestling Syndicate Heavyweight Championship

## Cartel

### MMA
| Cartel no MMA   |             |             |
| 28 lutas        | 17 vitórias | 10 derrotas |
| Por nocaute     | 7           | 1           |
| Por finalização | 10          | 9           |
| Empates         | 1           | 1           |

| Res.    | Cartel  | Oponente             | Método                        | Evento                                                          | Data       | Round | Tempo | Local                                    | Notas                                                    |
| ------- | ------- | -------------------- | ----------------------------- | --------------------------------------------------------------- | ---------- | ----- | ----- | ---------------------------------------- | -------------------------------------------------------- |
| Derrota | 17–10–1 | Sandy Bowman         | Submission (punches)          | Prestige Fighting Championship 3                                | 21/10/2011 | 1     | 0:54  | Fort McMurray, Alberta, Canada           |                                                          |
| Derrota | 17–9–1  | Eric Barrak          | Submission (guillotine choke) | Instinct MMA 1                                                  | 07/10/2011 | 3     | 2:56  | Montreal, Quebec, Canada                 |                                                          |
| Vitória | 17–8–1  | Dean Storey          | TKO (punches)                 | Elite-1 MMA: Moncton                                            | 07/05/2011 | 2     | 0:20  | Moncton, New Brunswick, Canada           | Vitórias the Elite-1 MMA Super Heavyweight Championship. |
| Vitória | 16–8–1  | Deon West            | TKO                           | LFC 43: Wild Thang                                              | 10/12/2010 | 2     | 5:00  | Indianapolis, Indiana, United States     |                                                          |
| Derrota | 15–8–1  | Mariusz Pudzianowski | Submission (punches)          | KSW 14: Judgment Day                                            | 18/09/2010 | 1     | 1:15  | Lódz, Poland                             |                                                          |
| Derrota | 15–7–1  | Jeff Kugel           | Submission (punches)          | Xtreme Cagefighting Championship 46: Beatdown at the Ballroom 9 | 06/03/2010 | 1     | 0:40  | Mount Clemens, Michigan, United States   | For the XCC Super Heavyweight Championship.              |
| Vitória | 15–6–1  | Chris Cruit          | Submission (rear-naked choke) | Moosin: God of Martial Arts                                     | 11/12/2009 | 1     | 1:38  | Birmingham, Alabama, United States       |                                                          |
| Vitória | 14–6–1  | Tom Howard           | Submission (neck crank)       | Extreme Cage Fighting                                           | 09/09/2009 | 1     | 1:40  | Laredo, Texas, United States             |                                                          |
| Vitória | 13–6–1  | Jefferson Hook       | TKO (punches)                 | Lockdown in Lowell                                              | 26/06/2008 | 1     | ?:??  | Lowell, Massachusetts, United States     |                                                          |
| Derrota | 12–6–1  | Pat Smith            | Submission (punches)          | YAMMA Pit Fighting                                              | 11/04/2008 | 1     | 3:17  | Atlantic City, New Jersey. United States |                                                          |
| Derrota | 12–5–1  | Nick Penner          | Submission (punches)          | The Fight Club: First Blood                                     | 28/12/2007 | 1     | 2:28  | Edmonton, Alberta, Canada                |                                                          |
| Vitória | 12–4–1  | Tom Howard           | Submission (armlock)          | The Final Chapter MMA                                           | 01/12/2007 | 1     | 4:47  | Jasper, Alabama, United States           |                                                          |
| Vitória | 11–4–1  | Pete Sischo          | Submission (americana)        | Combat Warfare X                                                | 13/10/2007 | 3     | 2:35  | United States                            |                                                          |
| Derrota | 10–4–1  | Tengiz Tedoradze     | TKO (punches)                 | Cage Rage 22                                                    | 14/06/2007 | 1     | 4:26  | London, England                          |                                                          |
| Vitória | 10–3–1  | Zuluzinho            | Submission (americana)        | Pride 34                                                        | 08/04/2007 | 1     | 2:35  | Saitama, Japan                           |                                                          |
| Vitória | 9–3–1   | James Thompson       | KO (punches)                  | Cage Rage 20                                                    | 10/02/2007 | 1     | 0:43  | London, England                          |                                                          |
| Vitória | 8–3–1   | Charles Hodges       | KO (punch)                    | Palace Fighting Championship: King of the Ring                  | 18/01/2007 | 1     | 0:45  | Lemoore, California, United States       |                                                          |
| Derrota | 7–3–1   | Rob Broughton        | Submission (punches)          | Cage Rage 19                                                    | 9/12/2006  | 2     | 3:43  | London, England                          |                                                          |
| Vitória | 7–2–1   | Sean O'Haire         | KO (punches)                  | Pride 32 - The Real Deal                                        | 21/10/2006 | 1     | 0:29  | Las Vegas, Nevada, United States         |                                                          |
| Derrota | 6–2–1   | Ikuhisa Minowa       | Submission (armbar)           | Pride - Bushido 12                                              | 26/08/2006 | 1     | 4:25  | Nagoya, Japan                            |                                                          |
| Vitória | 6–1–1   | Rich Weeks           | Submission (choke)            | Fightfest 5: Korea vs. USA                                      | 15/06/2006 | 1     | 1:29  | McAllen, Texas, United States            |                                                          |
| Vitória | 5–1–1   | Matt Eckerle         | Submission (punches)          | Fightfest 4                                                     | 20/05/2006 | 1     | 0:56  | Corpus Christi, Texas, United States     |                                                          |
| Vitória | 4–1–1   | Aaron Aguilera       | Submission (rear-naked choke) | Rumble on the Rock 9                                            | 21/04/2006 | 2     | 1:15  | Honolulu, Hawaii, United States          |                                                          |
| Vitória | 3–1–1   | Leo Sylvest          | Submission (rear-naked choke) | Fightfest 2: Global Domination                                  | 14/04/2006 | 1     | 0:35  | Canton, Ohio, United States              |                                                          |
| Vitória | 2–1–1   | Wesley Correira      | TKO (doctor stoppage)         | Rumble on the Rock 8                                            | 20/01/2006 | 2     | 5:00  | Honolulu, Hawaii, United States          | Correira broke his arm.                                  |
| Vitória | 1–1–1   | Walley Keenboom      | Submission                    | Fightfest 1: Royce Gracie Fightfest                             | 09/12/2005 | 1     | 2:37  | Evansville, Indiana, United States       |                                                          |
| Empate  | 0–1–1   | Michael Buchkovich   | Empate                        | KOTC 48: Payback                                                | 25/02/2005 | 2     | 5:00  | Cleveland, Ohio, United States           |                                                          |
| Derrota | 0–1     | Genki Sudo           | Submission (heel hook)        | K-1 PREMIUM 2003 Dynamite!!                                     | 31/12/2003 | 2     | 0:41  | Nagoya, Japan                            |                                                          |

### Boxe
| 77 Vitórias (58 knockouts, 19 por decisão), 10 Derrotas (2 knockouts, 8 por decisão), 4 Empates |         |                    |                       |               |            |                                                                  | |
| Res.                                                                                            | Cartel  | Oponente           | Tipo                  | Rd., Time     | Data       | Local                                                            | Notas |
| Derrota                                                                                         | 77–10–4 | Kirk Lawton        | TKO (retirement)      | 2 (4), 3:00   | 2013-06-29 | Newcastle Entertainment Centre, Newcastle, New South Wales       | |
| Derrota                                                                                         | 77–9–4  | Curt Allan         | Decision (unanimous)  | 4 (4), 3:00   | 2012-01-13 | Horseshoe Southern Indiana, Elizabeth, Indiana                   | |
| Derrota                                                                                         | 77–8–4  | Harry Funmaker     | Decision (split)      | 4 (4), 3:00   | 2009-10-03 | U.S. Cellular Arena, Milwaukee, Wisconsin                        | |
| Vitória                                                                                         | 77–7–4  | Joe Siciliano      | KO                    | 2 (4), 1:10   | 2007-03-09 | Worcester Palladium, Worcester, Massachusetts                    | |
| Vitória                                                                                         | 76–7–4  | Joaquin Garcia     | KO                    | 1 (4), 0:48   | 2006-12-16 | Dow Event Center, Saginaw, Michigan                              | |
| Vitória                                                                                         | 75–7–4  | Ed White           | TKO (shoulder injury) | 1 (4), 1:46   | 2006-09-23 | Belterra Casino Resort & Spa, Florence, Indiana                  | |
| Vitória                                                                                         | 74–7–4  | Daniel White       | Decision (unanimous)  | 4 (4), 3:00   | 2006-03-24 | Vitóriag's Stadium, Kalamazoo, Michigan                          | |
| Derrota                                                                                         | 73–7–4  | Baden Oui          | Decision (majority)   | 4 (4), 3:00   | 2005-10-15 | Carrara Sports Complex, Gold Coast, Queensland                   | |
| Derrota                                                                                         | 73–6–4  | George Linberger   | Decision (split)      | 4 (4), 3:00   | 2005-10-15 | Chaparral Club, Akron, Ohio                                      | For the NABC North American Super Heavyweight Championship.                                               |
| Derrota                                                                                         | 73–5–4  | Kenny Craven       | Decision (unanimous)  | 4 (4), 3:00   | 2005-05-20 | Capital Indoor Stadium, Beijing                                  | |
| Vitória                                                                                         | 73–4–4  | Rick Zufall        | KO                    | 3 (4), 2:39   | 2005-08-09 | Marine Corps Base Camp Pendleton, Oceanside, California          | |
| Derrota                                                                                         | 72–4–4  | Kenny Craven       | Decision (majority)   | 4 (4), 3:00   | 2005-05-14 | Mississippi Coliseum, Jackson, Mississippi                       | |
| Vitória                                                                                         | 72–3–4  | Kenny Craven       | TKO                   | 3 (4), 1:23   | 2005-02-12 | Magnolia Center, Laurel, Mississippi                             | |
| Vitória                                                                                         | 71–3–4  | Brian McIntyre     | Decision (unanimous)  | 4 (4), 3:00   | 2004-11-20 | Mid-America Center, Council Bluffs, Iowa                         | |
| Vitória                                                                                         | 70–3–4  | Richie Goosehead   | Decision (majority)   | 4 (4), 3:00   | 2004-09-24 | Vitórianipeg Convention Centre, Vitórianipeg, Manitoba           | |
| Vitória                                                                                         | 69–3–4  | Salvador Farnetti  | TKO                   | 1 (4), 0:50   | 2004-07-22 | HP Pavilion at San Jose, San Jose, California                    | |
| Vitória                                                                                         | 68–3–4  | Marcelo Aravena    | Decision (split)      | 4 (4), 3:00   | 2004-05-15 | 4 Bears Casino & Lodge, New Town, North Dakota                   | |
| Vitória                                                                                         | 67–3–4  | Rodney Phillips    | KO                    | 2 (4), 1:49   | 2004-05-08 | Coast Coliseum, Biloxi, Mississippi                              | |
| Vitória                                                                                         | 66–3–4  | Troy Roberts       | TKO                   | 1 (4)         | 2003-06-13 | Chinook Vitóriads Casino, Lincoln City, Oregon                   | |
| Empate                                                                                          | 65–3–4  | Lewis Gilbert      | Empate (split)        | 4 (4), 3:00   | 2003-03-28 | Alario Center, Westwego, Louisiana                               | |
| Derrota                                                                                         | 65–3–3  | Larry Holmes       | Decision (unanimous)  | 10 (10), 3:00 | 2002-07-27 | Norfolk Scope, Norfolk, Virginia                                 | |
| Vitória                                                                                         | 65–2–3  | Craig Wolfley      | KO                    | 4 (4)         | 2002-02-02 | Grand Casino Gulfport, Gulfport, Mississippi                     | |
| Vitória                                                                                         | 64–2–3  | Kevin Tallon       | Decision (unanimous)  | 4 (4), 3:00   | 2001-12-12 | Caesar's Casino, Elizabeth, Indiana                              | |
| Derrota                                                                                         | 63–2–3  | Billy Zumbrun      | Decision (majority)   | 4 (4), 3:00   | 2001-08-19 | Stateline Casino, West Wendover, Nevada                          | |
| Vitória                                                                                         | 63–1–3  | Shane Woollas      | TKO                   | 1 (4), 2:38   | 2001-06-16 | Wembley Conference Centre, London                                | |
| Vitória                                                                                         | 62–1–3  | Tyrone Muex        | TKO                   | 2 (8), 2:49   | 2001-04-19 | Grand Casino Tunica, Tunica, Mississippi                         | |
| Empate                                                                                          | 61–1–3  | Abdul Muhaymin     | Empate                | 4 (4), 3:00   | 2000-11-17 | Coast Coliseum, Biloxi, Mississippi                              | |
| Vitória                                                                                         | 61–1–2  | Harry Funmaker     | Decision (unanimous)  | 4 (4), 3:00   | 2000-11-03 | Ho-Chunk Casino, Baraboo, Wisconsin                              | |
| Vitória                                                                                         | 60–1–2  | Marcus Rhode       | KO                    | 3 (4), 2:06   | 2000-09-15 | Pepsi Center, Denver, Colorado                                   | |
| Vitória                                                                                         | 59–1–2  | Dan Kosmicki       | TKO                   | 2 (4), 2:40   | 2000-07-28 | Selland Arena, Fresno, California                                | |
| Vitória                                                                                         | 58–1–2  | Kerry Biles        | KO                    | 2 (4), 2:52   | 2000-06-17 | Staples Center, Los Angeles, California                          | |
| Vitória                                                                                         | 57–1–2  | Bill Johnson       | KO                    | 2 (4), 2:49   | 2000-05-19 | Playboy Mansion, Beverly Hills, California                       | |
| Vitória                                                                                         | 56–1–2  | Dan Kosmicki       | TKO                   | 4 (4), 0:52   | 2000-05-05 | Tucson Convention Center, Tucson, Arizona                        | |
| Vitória                                                                                         | 55–1–2  | George Linberger   | TKO                   | 1 (4), 0:19   | 2000-03-04 | Mandalay Bay Events Center, Las Vegas, Nevada                    | Retains the IBA World Super Heavyweight Championship and Vitórias the WAA World Heavyweight Championship. |
| Vitória                                                                                         | 54–1–2  | Kevin Tallon       | Decision (unanimous)  | 4 (4), 3:00   | 2000-02-17 | Coeur d'Alene, Worley, Idaho                                     | |
| Vitória                                                                                         | 53–1–2  | Tim Ray            | Decision (unanimous)  | 4 (4), 3:00   | 1999-12-10 | Grand Casino Tunica, Tunica, Mississippi                         | |
| Vitória                                                                                         | 52–1–2  | Allen Smith        | TKO                   | 2 (4), 2:16   | 1999-11-23 | Allstate Arena, Rosemont, Illinois                               | |
| Vitória                                                                                         | 51–1–2  | Melvin Lumzy       | KO                    | 3 (4), 1:00   | 1999-11-11 | Grand Casino Biloxi, Biloxi, Mississippi                         | |
| Vitória                                                                                         | 50–1–2  | George Chamberlain | TKO                   | 3 (4), 1:25   | 1999-10-21 | Washington Hilton, Washington, D.C.                              | |
| Vitória                                                                                         | 49–1–2  | Kenny Craven       | TKO                   | 2 (4), 1:55   | 1999-09-18 | Mandalay Bay Events Center, Las Vegas, Nevada                    | Retains the IBA World Super Heavyweight Championship.                                                     |
| Empate                                                                                          | 48–1–2  | Jason Farley       | Empate                | 4 (4), 3:00   | 1999-08-06 | State Fairgrounds, Columbus, Ohio                                | |
| Vitória                                                                                         | 48–1–1  | Tim Burgoon        | KO                    | 2 (4)         | 1999-07-31 | Plaza de Toros, Tijuana                                          | Retains the IBA World Super Heavyweight Championship.                                                     |
| Vitória                                                                                         | 47–1–1  | Peter McNeeley     | TKO                   | 1 (4), 2:59   | 1999-06-26 | Mandalay Bay Events Center, Las Vegas, Nevada                    | |
| Vitória                                                                                         | 46–1–1  | Russell Chasteen   | Decision (unanimous)  | 4 (4), 3:00   | 1999-06-11 | Texas Motor Speedway, Fort Worth, Texas                          | |
| Vitória                                                                                         | 45–1–1  | Jason Hurley       | TKO                   | 2 (4), 2:16   | 1999-05-27 | Gold Strike Casino Resort, Tunica, Mississippi                   | |
| Vitória                                                                                         | 44–1–1  | Roy Bedwell        | Decision (unanimous)  | 4 (4), 3:00   | 1999-04-16 | Catfish Bend Casino, Burlington, Iowa                            | |
| Vitória                                                                                         | 43–1–1  | Kevin Tallon       | TKO                   | 3 (4), 2:50   | 1999-04-02 | Chattanooga Convention Center, Chattanooga, Tennessee            | |
| Vitória                                                                                         | 42–1–1  | Patrick Graham     | TKO                   | 3 (4), 0:46   | 1999-02-13 | Thomas & Mack Center, Las Vegas, Nevada                          | Retains the IBA World Super Heavyweight Championship.                                                     |
| Vitória                                                                                         | 41–1–1  | Troy Roberts       | TKO                   | 3 (4)         | 1998-09-18 | Thomas & Mack Center, Las Vegas, Nevada                          | |
| Vitória                                                                                         | 40–1–1  | Tim Pollard        | KO                    | 1 (4), 1:37   | 1998-08-25 | Blue Horizon, Philadelphia, Pennsylvania                         | |
| Vitória                                                                                         | 39–1–1  | Billy Eaton        | KO                    | 3 (4), 2:38   | 1998-03-23 | Foxwoods Resort Casino, Ledyard, Connecticut                     | |
| Vitória                                                                                         | 38–1–1  | Warrant Williams   | KO                    | 1 (4)         | 1998-02-28 | Cincinnati, Ohio                                                 | |
| Vitória                                                                                         | 37–1–1  | Harry Funmaker     | Decision (unanimous)  | 4 (4), 3:00   | 1998-01-16 | Bank of America Center, Boise, Idaho                             | Retains the IBA World Super Heavyweight Championship.                                                     |
| Vitória                                                                                         | 36–1–1  | Doug Phillips      | Decision              | 4 (4), 3:00   | 1997-12-06 | Caesars Atlantic City, Atlantic City, New Jersey                 | |
| Vitória                                                                                         | 35–1–1  | Ken Woods          | TKO                   | 4 (4)         | 1997-10-30 | Washington, D.C.                                                 | |
| Empate                                                                                          | 34–1–1  | Billy Eaton        | Empate (majority)     | 4 (4), 3:00   | 1997-09-13 | Thomas & Mack Center, Las Vegas, Nevada                          | |
| Vitória                                                                                         | 34–1    | Enrique Ruiz       | DQ                    | 4 (4)         | 1997-08-13 | Mountaineer Casino, Racetrack and Resort, Chester, West Virginia | |
| Vitória                                                                                         | 33–1    | Scott Lindecker    | KO                    | 4 (4), 1:20   | 1997-07-09 | Emerald Queen Casino, Tacoma, Washington                         | |
| Vitória                                                                                         | 32–1    | Jason Farley       | TKO                   | 4 (4)         | 1997-06-15 | Grand Casino Biloxi, Biloxi, Mississippi                         | |
| Vitória                                                                                         | 31–1    | Bill Duncan        | KO                    | 2 (4)         | 1997-04-17 | Adam's Mark Hotel, Tulsa, Oklahoma                               | |
| Vitória                                                                                         | 30–1    | Ed White           | TKO                   | 2 (4), 1:14   | 1997-04-12 | Thomas & Mack Center, Las Vegas, Nevada                          | Vitórias the IBA World Super Heavyweight Championship.                                                    |
| Vitória                                                                                         | 29–1    | Sean Jegen         | TKO                   | 3 (4), 1:33   | 1997-04-02 | Station Casino, Kansas City, Missouri                            | |
| Vitória                                                                                         | 28–1    | Ken Woods          | KO                    | 2 (4), 1:29   | 1997-03-22 | Memorial Coliseum, Corpus Christi, Texas                         | |
| Vitória                                                                                         | 27–1    | Nick Phillips      | Decision (unanimous)  | 4 (4), 3:00   | 1997-02-12 | The Theater at Madison Square Garden, New York City, New York    | |
| Vitória                                                                                         | 26–1    | Curt Allan         | TKO                   | 3 (4), 2:56   | 1997-01-18 | Thomas & Mack Center, Las Vegas, Nevada                          | |
| Vitória                                                                                         | 25–1    | Sean Jegen         | KO                    | 1 (4), 2:47   | 1996-12-06 | Lawlor Events Center, Reno, Nevada                               | |
| Vitória                                                                                         | 24–1    | William Harris     | TKO                   | 4 (4)         | 1996-07-10 | The Beverly Hilton, Beverly Hills, California                    | |
| Vitória                                                                                         | 23–1    | George Clarke      | KO                    | 1 (4), 1:54   | 1996-06-07 | Caesars Palace, Las Vegas, Nevada                                | |
| Vitória                                                                                         | 22–1    | Jonathan Whitfield | TKO                   | 4 (4), 1:44   | 1996-05-14 | Foxwoods Resort Casino, Ledyard, Connecticut                     | |
| Vitória                                                                                         | 21–1    | Richard Davis      | KO                    | 1 (4), 1:10   | 1996-04-30 | San Antonio, Texas                                               | |
| Vitória                                                                                         | 20–1    | Jack Ramsey        | TKO                   | 1 (4), 1:28   | 1996-04-22 | Prairie Meadows Racetrack, Altoona, Iowa                         | |
| Vitória                                                                                         | 19–1    | James Baker        | KO                    | 1 (4), 0:18   | 1996-03-19 | Spruce Goose, Long Beach, California                             | |
| Vitória                                                                                         | 18–1    | Billy McDonald     | KO                    | 1 (4), 2:16   | 1996-03-13 | Grand Olympic Auditorium, Los Angeles, California                | |
| Vitória                                                                                         | 17–1    | Joe Wiggins        | TKO                   | 4 (4), 1:03   | 1996-02-25 | Arizona Charlie's, Las Vegas, Nevada                             | |
| Vitória                                                                                         | 16–1    | Tim Ray            | TKO                   | 2 (4)         | 1996-01-25 | Casino Magic Bay St. Louis, Bay St. Louis, Mississippi           | |
| Derrota                                                                                         | 15–1    | Mitchell Rose      | TKO                   | 2 (4), 0:48   | 1995-12-15 | Madison Square Garden, New York City, New York                   | |
| Vitória                                                                                         | 15–0    | Louis Monaco       | KO                    | 1 (4), 1:58   | 1995-12-01 | Fantasy Springs Casino, Indio, California                        | |
| Vitória                                                                                         | 14–0    | Pat Jackson        | TKO (retirement)      | 3 (4), 3:00   | 1995-10-25 | Pontchartrain Center, Kenner, Louisiana                          | |
| Vitória                                                                                         | 13–0    | Kenneth Myers      | Decision (majority)   | 4 (4), 3:00   | 1995-09-29 | Buffalo Bill's, Primm, Nevada                                    | |
| Vitória                                                                                         | 12–0    | Anthony Hunt       | TKO                   | 2 (4)         | 1995-09-16 | Chillicothe, Ohio                                                | |
| Vitória                                                                                         | 11–0    | Adam Sutton        | Decision              | 4 (4), 3:00   | 1995-09-09 | Caesars Palace, Las Vegas, Nevada                                | |
| Vitória                                                                                         | 10–0    | Paul Springer      | KO                    | 1 (4), 0:47   | 1995-08-15 | Arizona Charlie's, Las Vegas, Nevada                             | |
| Vitória                                                                                         | 9–0     | Doug Norris        | KO                    | 2 (4), 1:19   | 1995-07-28 | Casino Magic Bay St. Louis, Bay St. Louis, Mississippi           | |
| Vitória                                                                                         | 8–0     | Rogelio Ramirez    | KO                    | 1 (4)         | 1995-06-18 | Las Cruces, New Mexico                                           | |
| Vitória                                                                                         | 7–0     | James Robinson     | TKO                   | 2 (4)         | 1995-04-21 | Lansing, Michigan                                                | |
| Vitória                                                                                         | 6–0     | Jerry Michelson    | KO                    | 1 (4)         | 1995-04-15 | Owensboro, Kentucky                                              | |
| Vitória                                                                                         | 5–0     | Alvin Ellis        | TKO                   | 1 (4)         | 1995-03-24 | Detroit, Michigan                                                | |
| Vitória                                                                                         | 4–0     | Juan Ramon Perez   | Decision (unanimous)  | 4 (4), 3:00   | 1995-03-11 | Tingley Coliseum, Albuquerque, New Mexico                        | |
| Vitória                                                                                         | 3–0     | Ed Barry           | Decision              | 6 (6), 3:00   | 1995-03-01 | Saginaw, Michigan                                                | |
| Vitória                                                                                         | 2–0     | Doug Norris        | TKO                   | 4 (4)         | 1994-11-30 | New Orleans, Louisiana                                           | |
| Vitória                                                                                         | 1–0     | Tim Daniels        | Decision              | 4 (4), 3:00   | 1994-10-15 | Birmingham, Alabama                                              | |

## Filmografia
- 2001 - Comedy Only in da Hood
- 2002 - Jackass - The Movie